# Mirosława Narkiewicz
Mirosława Irena Narkiewicz z domu Broda (ur. 19 września 1931 w Łucku, zm. 19 maja 2017 w Gdańsku) – polska anatom, kardiochirurg i chirurg dziecięcy, profesor nadzwyczajny nauk medycznych, wykładowczyni Akademii Medycznej w Gdańsku.

## Życiorys
Od 1945 mieszkała na Wybrzeżu Gdańskim. Zdała maturę w Liceum Ogólnokształcącym im. Marii Skłodowskiej-Curie w Sopocie. W 1954 ukończyła studia na Wydziale Lekarskim Akademii Medycznej w Gdańsku. W tym samym roku wstąpiła do Polskiego Towarzystwa Ekonomicznego. Od 1950 w nagrodę za wzorowe zaliczenie I roku studiów pracowała jako demonstratorka w Zakładzie Anatomii Prawidłowej Akademii. W styczniu 1953 weszła w związek małżeński z późniejszym profesorem medycyny Olgierdem Narkiewiczem. W latach 1954–1961 pracowała w Klinice Chirurgii Dziecięcej (w tym czasie uzyskała II stopień specjalizacji z chirurgii), zaś w latach 1961–1970 - w II Klinice Chirurgicznej, początkowo na Oddziale Torakochirurgicznym, następnie - Kardiochirurgicznym. W 1964 obroniła doktorat (temat - Wyniki podwiązania żyły głównej dolnej powyżej ujścia żył nerkowych u kota, promotor - prof. Michał Reicher), habilitowała się w 1980. W latach 1970–1971 przebywała na stażu w klinice torakochirurgicznej szpitala Onze Lieve Vrouwe Gasthuis w Amsterdamie, co zaowocowało dalszą współpracą szkoleniową, darowizną maszyny do krążenia pozaustrojowego PEMCO oraz wsparciem finansowym udzielanym przez Holendrów w okresie stanu wojennego. Zespół pod kierownictwem Narkiewicz dokonał 29 kwietnia 1975 pierwszej w Gdańsku operacji serca z użyciem krążenia pozaustrojowego. 

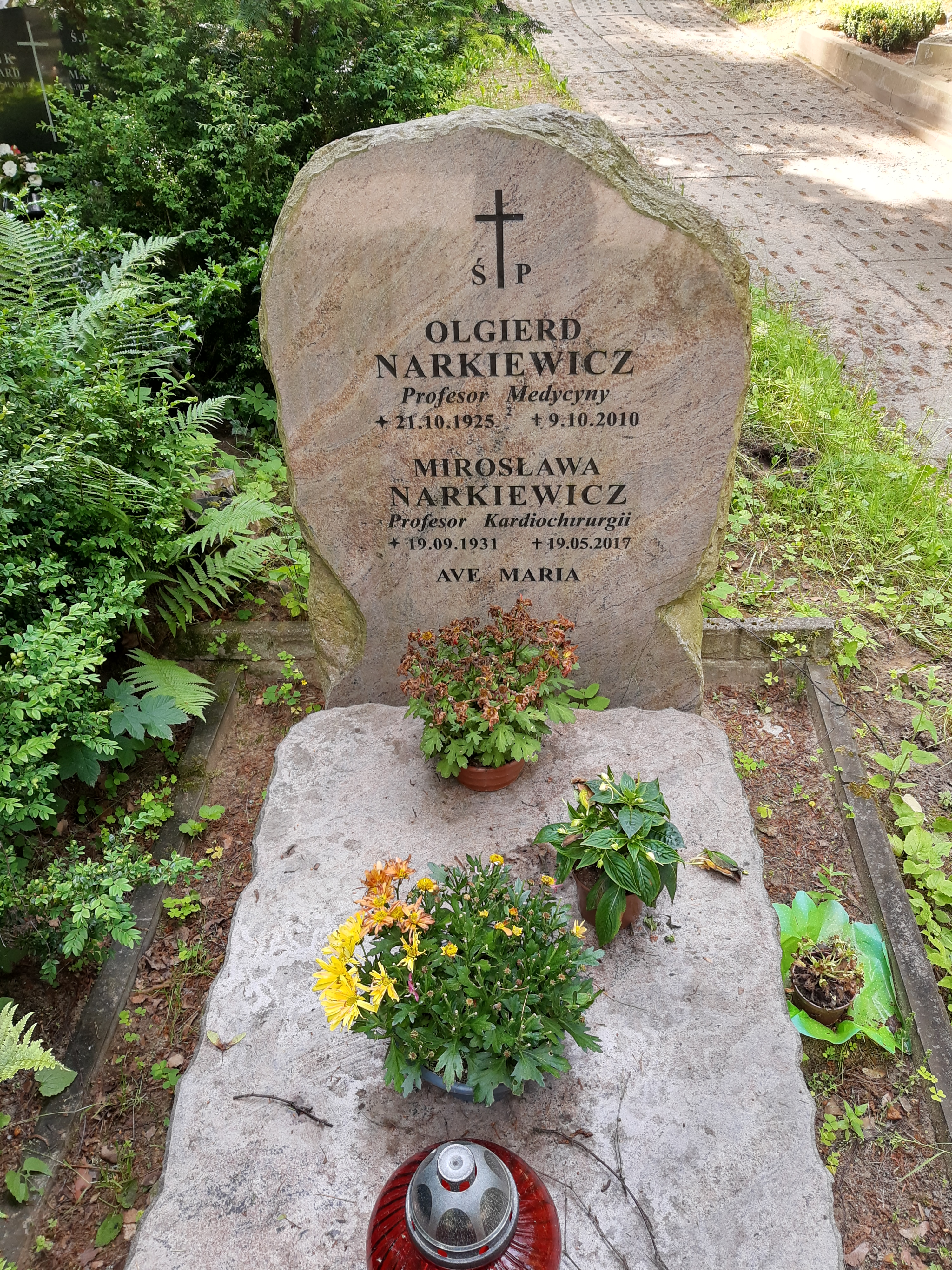
Grób Olgierda i Mirosławy Narkiewiczów na cmentarzu Srebrzysko w Gdańsku

W 1987 objęła kierownictwo Kliniki Kardiochirurgii Instytutu Chirurgii AMG. W latach 1992–1998 była dyrektorką Instytutu Kardiologii Akademii Medycznej. W 1996 otrzymała tytuł profesora nadzwyczajnego. W tym samym roku doprowadziła do otwarcia nowoczesnego bloku kardiochirurgicznego w Katedrze i Klinice Kardiochirurgii (trzy nowe sale operacyjne i oddział intensywnej opieki pooperacyjnej), której kierowniczką była do 2002, kiedy przeszła na emeryturę. W 1998 liczba operacji z użyciem krążenia pozaustrojowego wykonanych przez klinikę przekroczyła tysiąc. Była autorką prac naukowych z dziedziny anatomii, chirurgii dziecięcej i kardiochirurgii. Prowadziła również badania eksperymentalne w tych dziedzinach. 
Zmarła w Gdańsku, pochowana 26 maja 2017 na cmentarzu Srebrzysko (rejon IX, kwatera profesorów, rząd 1).

## Ordery i odznaczenia
- Krzyż Oficerski Orderu Odrodzenia Polski (26 września 2001)[3]
- Krzyż Kawalerski Orderu Odrodzenia Polski (28 września 1983)
- Złoty Krzyż Zasługi (25 września 1974)
- Medal 40-lecia Polski Ludowej (22 lipca 1984)
- Medal Komisji Edukacji Narodowej (13 maja 1997)
- Medal Księcia Mściwoja II (10 marca 1998)[4]
- Medal „Zasłużonemu Akademii Medycznej w Gdańsku” (26 czerwca 1990)
- Odznaka honorowa „Za wzorową pracę w służbie zdrowia” (7 kwietnia 1988)

Źródło:.

## Tytuły honorowe
- członkini honorowa Towarzystwa Chirurgów Polskich (2001)[6]
- członkini honorowa Polskiego Towarzystwa Kardiologicznego (2003)[7]